# Coptocercus truncatus
Coptocercus truncatus är en skalbaggsart som beskrevs av Aurivillius 1917. Coptocercus truncatus ingår i släktet Coptocercus och familjen långhorningar. Inga underarter finns listade i Catalogue of Life.